# PHM Pegasus
PHM Pegasus, anche sottotitolato Patrol Hydrofoil Missile Craft Simulator, è un videogioco di simulazione di guerra navale pubblicato nel 1987-1988 per Amstrad CPC, Apple II, Commodore 64, MS-DOS e ZX Spectrum dalla Electronic Arts. Si controlla, in ambientazioni geografiche tratte dal mondo reale, una nave appartenente alla classe Pegasus di aliscafi missilistici, che erano in servizio alla marina statunitense all'epoca dell'uscita del videogioco. La simulazione è del tipo non molto complesso, con enfasi sull'azione.

## Modalità di gioco
Sono disponibili 8 missioni di difficoltà crescente, come dare la caccia a determinate navi, scortare un convoglio, o soltanto sfuggire al nemico, e una modalità demo. Nella versione MS-DOS vennero aggiunte nuove missioni portandole a 18, ma per il resto questa versione è poco differente dalle precedenti per i meno potenti computer a 8 bit. Le ambientazioni includono Golfo del Messico, Mediterraneo orientale, Caraibi, Golfo Persico, e gli avversari sono sempre navi di superficie, ad esempio classe Osa e classe Nanuchka.
La schermata principale mostra una visuale in prima persona del mare dall'aliscafo, con sotto la strumentazione, che comprende radar con portata regolabile, bussola, indicatore del carburante, stato dei danni, stato delle armi. I danni subiti sono mostrati tramite uno schemino della nave diviso in settori che cambiano colore, hanno effetti anche sulle prestazioni e non sono riparabili. Quando rilevati uno o più mezzi nelle vicinanze, si attiva il computer di puntamento e sopra la visuale si può mostrare un ingrandimento al binocolo del bersaglio, e passare da un bersaglio all'altro con i tasti. Una freccia indica da che parte virare per trovarsi il bersaglio di fronte.
L'aliscafo è armato di cannone da 76 mm, missili antinave Harpoon, Gabriel (solo aliscafi israeliani) o Exocet (solo aliscafi italiani), e contromisure antimissile chaff, con munizioni limitate. Le armi diventano disponibili quando è attivo il computer di puntamento e si può selezionare una o l'altra con i tasti. Con la barra spaziatrice si può passare dalla modalità guida alla modalità puntamento manuale, nella quale si controlla un mirino nella visuale al binocolo. In alcune missioni si hanno a disposizione navi alleate ed elicotteri, che si possono inviare autonomamente in missioni di esplorazione.
Come schermata a parte si dispone di una mappa operativa dell'intera area geografica, con indicate la posizione dell'aliscafo, l'area circolare coperta dal radar, e le posizioni degli eventuali elicotteri di supporto e convoglio alleato. Da qui è possibile assegnare rotte con pilota automatico. Lo scorrere del tempo è realistico, con limiti per le missioni che arrivano a 48 ore, ma può essere accelerato fino a 128 volte in assenza di pericoli.

## Sviluppo
Il gioco venne sviluppato dalla Lucasfilm Games, con Noah Falstein nel ruolo di game designer e programmatore capo, mentre le conversioni per i computer europei Amstrad e Spectrum vennero realizzate dalla Lynsoft nel Regno Unito. Un comandante in servizio alla  Boeing Marine Systems (costruttrice della vera classe Pegasus) venne utilizzato come consulente per migliorare il realismo della simulazione.

## Espansione
Un'espansione disponibile soltanto per Apple II e Commodore 64, intitolata Advanced Battle Disk, venne pubblicata nel 1988 circa, solo tramite ordine postale diretto alla Lucasfilm Games. Il disco contiene 10 nuovi scenari nella versione Commodore 64 o 9 nella versione Apple II, tra cui uno in cui si affrontano elicotteri Kamov Ka-25 e uno in cui si affronta la Bismarck. Il disco è una rarità, di cui al 2020 non è ancora stata preservata una copia online, comunque la sua effettiva pubblicazione almeno per Commodore 64 è accertata.